# リル・ジョンソン
リル・ジョンソン（Lil Johnson、生没年不明）は、1920年代から1930年代にブルースやホーカムの卑猥な歌の録音を残したアフリカ系アメリカ人の女性歌手。
彼女の生い立ちについては、何も伝えられていない。最初の録音は1929年にシカゴで行われ、モンタナ・テイラーやチャールズ・エイヴェリー (Charles Avery) がピアノ伴奏をして、「Rock That Thing」など5曲が録音された。その後、彼女はしばらく録音をしなかったが、1935年には、さらに卑猥な「Get 'Em from the Peanut Man (Hot Nuts)」、「Anybody Want to Buy My Cabbage?」、「Press My Button (Ring My Bell)"」（「Come on baby, let's have some fun / Just put your hot dog in my bun」）といった曲を録音した。彼女はまた、「Keep A-Knockin'」も録音したが、この曲は後にリトル・リチャードがヒットさせた。
2回目の録音セッション以降、彼女はラグタイムの影響を受けたピアニスト、ブラック・ボブ・ハドソン ("Black Bob" Hudson) と共作を行うようになり、ジョンソンのいよいよ過激になっていく歌詞に、涌き上るような伴奏をハドソン がつけるようになった。1936年と1937年、彼女は40曲以上を録音し、その大部分がヴォカリオン・レコード (Vocalion Records) から発売されたが、その中にはビッグ・ビル・ブルーンジーがギター、リー・コリンズ (Lee Collins) がトランペットで伴奏しているものもある。
このほかにも、「Was I Drunk」、「My Stove's in Good Condition」、「Take Your Hand Off It」、「Buck Naked Blues」などの録音が残されている。
彼女の歌は、どれも精力的で、ときには聞く者を苛立たせるようなものであり、後年の様々なブルースの曲集に収録された。1937年に最後の録音を行って以降の彼女の消息については、何も記録されていない。

## 録音
- Lil Johnson Vols 1–3 - Document Records[2]